# نویه
نویه، روستایی در دهستان توجردی بخش توجردی شهرستان سرچهان در استان فارس ایران است.

## جمعیت
بر پایه سرشماری عمومی نفوس و مسکن در سال ۱۳۹۵، جمعیت این روستا برابر با ۷۵۳ نفر (۲۲۴ خانوار) بوده است.